# Maxwell Technologies
Maxwell Technologies est une société, basée en Suisse et aux États-Unis, spécialisée dans les supercondensateurs, les condensateurs pour la haute et moyenne tension, ainsi que dans l'électronique durcie aux radiations.

## Histoire
L'entreprise a été fondée en 1965 en tant que Maxwell Laboratories. À l'origine sous contrat gouvernemental, elle fournissait l'armée Américaine ainsi que d'autres agences gouvernementales dans le domaine de la physique de pointe. L'entreprise s'est ensuite reconvertie dans les applications commerciales au début des années 1990. Elle génère maintenant plus de revenus de ses produits commerciaux que du secteur public.

## Principaux produits
- Boostcap - supercondensateurs pour le stockage d'énergie et pour la compensation de pic de tension.
- PowerCache - générateur électrique auxiliaire fiable pour l'industrie électronique, le transport et les communications.
- Condis - Condensateur haute tension pour la distribution d'énergie et les laboratoires de recherches.
- Électronique pour l'espace et les applications militaires durcies aux radiations.
- Modules de puissance, modules mémoires et ordinateur sur un circuit imprimé pour les applications aéro-spatiales.

## Usines et employées

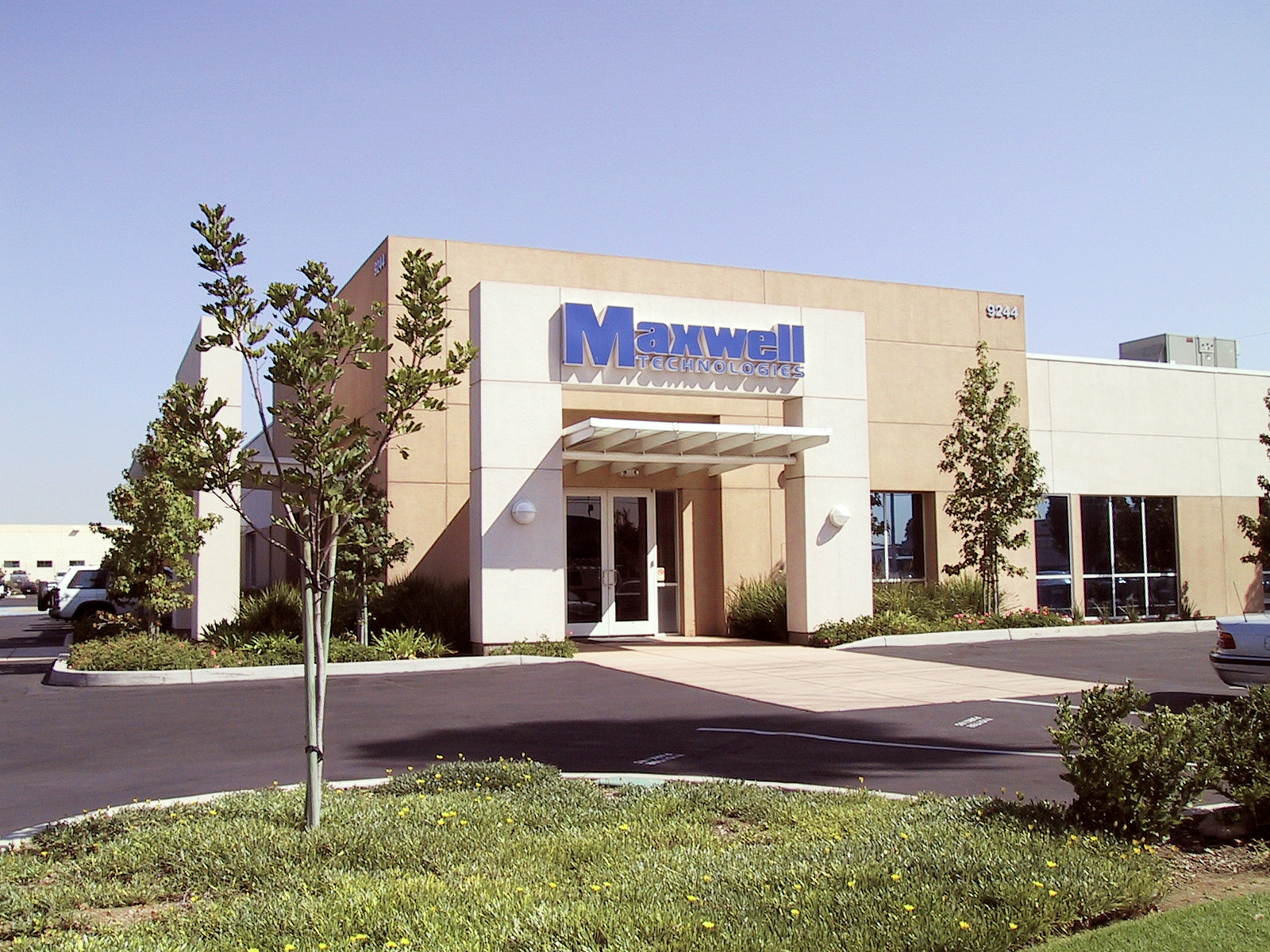
Siège de San Diego (États-Unis).

Le siège est situé sur le principal site de l'entreprise à San Diego, CA, É.-U.. Le siège européen est à Rossens (Fribourg) en Suisse. L'entreprise emploie 250 personnes réparties sur le globe.